# セナーレス
セナーレス（イタリア語: Senales ; ドイツ語: Schnals シュナールス）は、イタリア共和国トレンティーノ＝アルト・アディジェ州ボルツァーノ自治県にある、人口約1,200人の基礎自治体（コムーネ）。

## 地理

### 位置・広がり

#### 隣接コムーネ
隣接するコムーネは以下の通り。括弧内のAT-7は、オーストリアのチロル州所属を示す。
- カステルベッロ＝チャルデス
- ラーチェス
- マッレス・ヴェノスタ
- モーゾ・イン・パッシーリア
- ナトゥルノ
- パルチーネス
- シランドロ
- ゼルデン (AT-7)

## 行政

### 分離集落
セナーレスには、以下の分離集落（フラツィオーネ）がある。
- Certosa/Karthaus (sede comunale), Madonna/Unser Frau, Maso Corto/Kurzras, Monte Santa Caterina/Katharinaberg, Vernago/Vernagt[

## 住民

### 言語
| 言語集団調査（2011年） | 言語集団調査（2011年） | 言語集団調査（2011年） | 言語集団調査（2011年） | 言語集団調査（2011年） |
| ---------------------- | ---------------------- | ---------------------- | ---------------------- | ---------------------- |
|                        |                        |                        |                        |                        |
| ドイツ語               | ドイツ語               |                        | 98.24%                 | 98.24%                 |
| イタリア語             | イタリア語             |                        | 1.76%                  | 1.76%                  |
| ラディン語             | ラディン語             |                        | 0.00%                  | 0.00%                  |

2011年に行われた、住民がドイツ語・イタリア語・ラディン語のいずれの「言語集団」に属するかの調査によれば（ボルツァーノ自治県#言語集団調査参照）、住民の約98%がドイツ語話者である。